# Hadena cailinita
Hadena cailinita là một loài bướm đêm trong họ Noctuidae.